# Várday Zoltán
Várday Zoltán (Nyíregyháza, 1947. december 22. – 2023. február 1.) magyar színész.

## Életpályája
1971-ben Békés András osztályában végzett, a Színház- és Filmművészeti Főiskolán. 1972-től két-két évet a debreceni Csokonai Színházban és a Miskolci Nemzeti Színházban játszott. 1976–1981 között a Mikroszkóp Színpad tagja. Ezután egy évadot a győri Kisfaludy Színház, négyet pedig a Békés Megyei Jókai Színházban töltött. 1986 óta a debreceni Csokonai Színház, 1993-tól a Győri Nemzeti Színház tagja. 1997-től szabadfoglalkozású színművész volt. Játszott többek között a Budapesti Operettszínházban, és a Belvárosi Színházban. Rendszeresen szinkronizált, rendezéssel is foglalkozott. 2023. február 1-jén hunyt el 75 évesen. 
Lánya: Várday Gabriella színésznő.

## Fontosabb színházi szerepei
- Déry Tibor – Pós Sándor – Presser Gábor – Adamis Anna: Képzelt riport egy amerikai popfesztiválról... József
- Friedrich Schiller: Haramiák... Moór Károly
- Makszim Gorkij: Éjjeli menedékhely... Szatyin
- Jean-Paul Sartre: Altona foglyai... Werner
- Neil Simon: Furcsa pár... Oscar
- Csokonai Vitéz Mihály: Az özvegy Karnyóné... Lázár; Tiptop
- Bertolt Brecht – Kurt Weill: Koldusopera... Bicska Maxi
- Szigligeti Ede: Liliomfi... Szilvai professzor
- Molière: Tartuffe... Cléante
- Sütő András: Egy lócsiszár virágvasárnapja... Luther Márton
- Johann Strauss: Denevér... Frosch
- Márai Sándor: Szerep... Don Casello
- Noël Coward: Vidám kísértet... Mr. Bradman
- Anton Pavlovics Csehov: Sirály... Szorin
- Várkonyi Mátyás – Miklós Tibor: Sztárcsinálók... Claudius
- Joseph Stein – Jerry Bock – Sheldon Harnick: Hegedűs a háztetőn... Lázár Wolf
- William Shakespeare: Hamlet... Polonius
- Peter Weiss: Marat/Sade... Coumier
- Georges Feydeau: Bolha a fülbe... Camille; Étienne
- George Gershwin – Ken Ludwig: Crazy for you... Eugene
- Szakcsi Lakatos Béla – Csemer Géza: Dobostorta... Riedl
- Kálmán Imre: Csárdáskirálynő... herceg
- Szüle Mihály: Egy bolond százat csinál... Lokáltulajdonos
- Fényes Szabolcs – Békeffi István – G. Dénes György: A kutya, akit Bozzi úrnak hívtak... Parker (bíró)
- Cole Porter – Abe Burrows: Kánkán... Bíró
- Lehár Ferenc: A mosoly országa... Lichtenfels gróf
- Görgey Gábor: Komámasszony, hol a stukker?... Cuki

## Rendezései
- Valentyin Petrovics Katajev: A kör négyszögesítése (Holdvilág Kamaraszínház)
- Várday Zoltán: Az Ördögkirály kútja (Holdvilág Kamaraszínház)

## Filmek, tv
- Őrjárat az égen (sorozat) 2. és 3. rész (1970)
- Gőzfürdő (1973)
- Zokogó majom (sorozat) 3. rész (1978)
- A fürdőigazgató (1978)
- Árnyékban harcolók – Európai ellenállók a nácizmus ellen (2011)